# جون ديكي
جون ديكي (بالإنجليزية: John Dickie)‏ هو كاتب غير روائي ومؤرخ وصحفي بريطاني، ولد في 23 سبتمبر 1963 في دندي في المملكة المتحدة.

## وصلات خارجية
- الموقع الرسمي
- جون ديكي على موقع IMDb (الإنجليزية)